# Campanha de Ulm
A Campanha de Ulm consistiu numa série de manobras militares e batalhas realizadas pelos franceses e pelos bávaros, para cercar e capturar um exército austríaco em 1805, durante a Guerra da Terceira Coligação. Teve lugar na região da Suábia, perto da cidade de Ulm. O Grande Armée de França, liderado por Napoleão, constituído por 210 000 homens organizadas em sete corpos, esperava derrotar o exército Austríaco no Danúbio antes dos reforços russos chegassem. Realizando uma marcha forçada, Napoleão efectuou uma manobra circular que capturou o exército austríaco de  23 000 sob o comando do general Karl Mack, em 20 de Outubro, em Ulm, capturando cerca de 60 000 soldados na campanha. A campanha é considerada como uma obra-prima estratégica, influenciando o Plano Schlieffen nos finais do século XIX.
A vitória em Ulm não acabou com a guerra pois os Russos, liderados por Mikhail Kutuzov, tinham um grande exército perto de Viena. Os russos recuaram para nordeste aguardando por reforços, e para se juntarem a unidades austríacas sobreviventes. Os franceses avançaram e capturaram Viena a 12 de Novembro. A 2 de Dezembro, a vitória francesa na Batalha de  Austerlitz expulsou a Áustria da guerra. O Tratado de Pressburg, assinado em Dezembro de 1805, acabou com a Terceira Coligação, e reforçou a França de Napoleão como a principal potência da Europa Central, dando início à guerra da Quarta Coligação com o Reino da Prússia e com a Rússia, no ano seguinte

## Prelúdio
Desde 1792 que a Europa estava envolvida nas Guerras revolucionárias francesas. Depois de cinco anos em guerra, a República francesa derrotou a Primeira Coligação em 1797. A Segunda Coligação foi criada em 1798, mas também esta foi subjugada em 1801. A Grã-Bretanha manteve-se o único adversário do novo Consulado Francês. Em Março de 1802, a França e a Grã-Bretanha acordaram terminar com as hostilidades e assinaram o Tratado de Amiens. Pela primeira vez em dez anos, havia paz em toda a Europa. Os problemas entre os dois lados do Tratado continuaram, e a implementação do acordo de Amiens revelava-se difícil. Para a Grã-Bretanha não era fácil entregar todas as colónias conquistadas desde 1793, e a França estava irritada com o facto de os britânicos ainda não terem saído da ilha de Malta. A tensa situação só aumentava a vontade de Napoleão de enviar uma força expedicionária para esmagar a revolução no Haiti. Em Maio de 1803, a Grã-Bretanha declarou guerra à França.

### Terceira Coligação
Em Dezembro de 1804, um acordo anglo-sueco deu origem à criação da Terceira Coligação. O primeiro-ministro britânico William Pitt passou os anos de 1804 e 1805 numa intensa actividade diplomática para organizar uma nova coligação contra a França. A desconfiança mútua entre os britânicos e os russos diminuiu em face de vários erros políticos franceses, e, em Abril de 1805, as duas nações assinaram uma aliança. Tendo sido derrotada, recentemente, pela França, por duas vezes, a Áustria queria vingança, e decidiu juntar-se à nova coligação alguns meses mais tarde.

### OGrande Armée
Antes da criação da Terceira Coligação, Napoleão organizou um exército, uma força invasora (seis exércitos) para atacar as Ilhas Britânicas, sediada em Boulogne, na região Norte da França. Embora nunca nunca tenham desembarcado em solo britânico, as tropas de Napoleão receberam, treino e formação para qualquer tipo de operação militar. Por vezes o tédio instalou-se entre as tropas, mas, para tentar levantar o moral, Napoleão visitava habitualmente as suas forças, realizando paradas.
Os homens em Boulogne formavam o corpo principal do que, mais tarde, Napoleão designaria por La Grande Armée (O Grande Exército). No início, o número de homens ascendia a 200 000 organizados em sete corpos, que consistiam em unidades terrestres de grande dimensão incluindo entre 36 a 40 canhões cada um, e prontos para operações independentes até à chegada de reforços. No topo deste exército, Napoleão criou uma cavalaria de reserva de 22 000 homens, organizada em duas divisões de cuirassiers, quatro divisões montadas de dragões e duas divisões a pé de dragões e cavalaria ligeira, todas apoiadas por 24 peças de artilharia. Em 1805, La Grande Armée tinha aumentado para 350 000 homens.

### Exército austríaco
O arquiduque Carlos, irmão do imperador austríaco, tinha iniciado reformas no exército austríaco em 1801 tirando o poder ao Hofkriegsrat (Conselho Áulico), o conselho político-militar responsável pela tomada de decisões nas forças armadas austríacas. Carlos era o melhor comandante de tropas terrestres da Áustria, mas era pouco popular na corte e perdeu muita da sua influência quando, contra o seu conselho, a Áustria decidiu declarar guerra à França. Karl Mack tornou-se o novo comandante do exército austríaco, onde instituiu reformas na infantaria, em vésperas da guerra, o que implicou que um regimento fosse composto por quatro batalhões de quatro companhias, em vez dos antigos três batalhões de seis companhias. Esta mudança apressada foi efectuada sem o treino necessário de oficiais, e, como consequência, estas unidades não foram tão bem comandadas como poderiam ter sido. A força de cavalaria austríaca era vista como a melhor na Europa, mas a separação de muitas unidades de cavalaria em várias formações de infantaria acabou por ter um efeito negativo na sua força potencial, face à sua homóloga francesa.

## Campanha

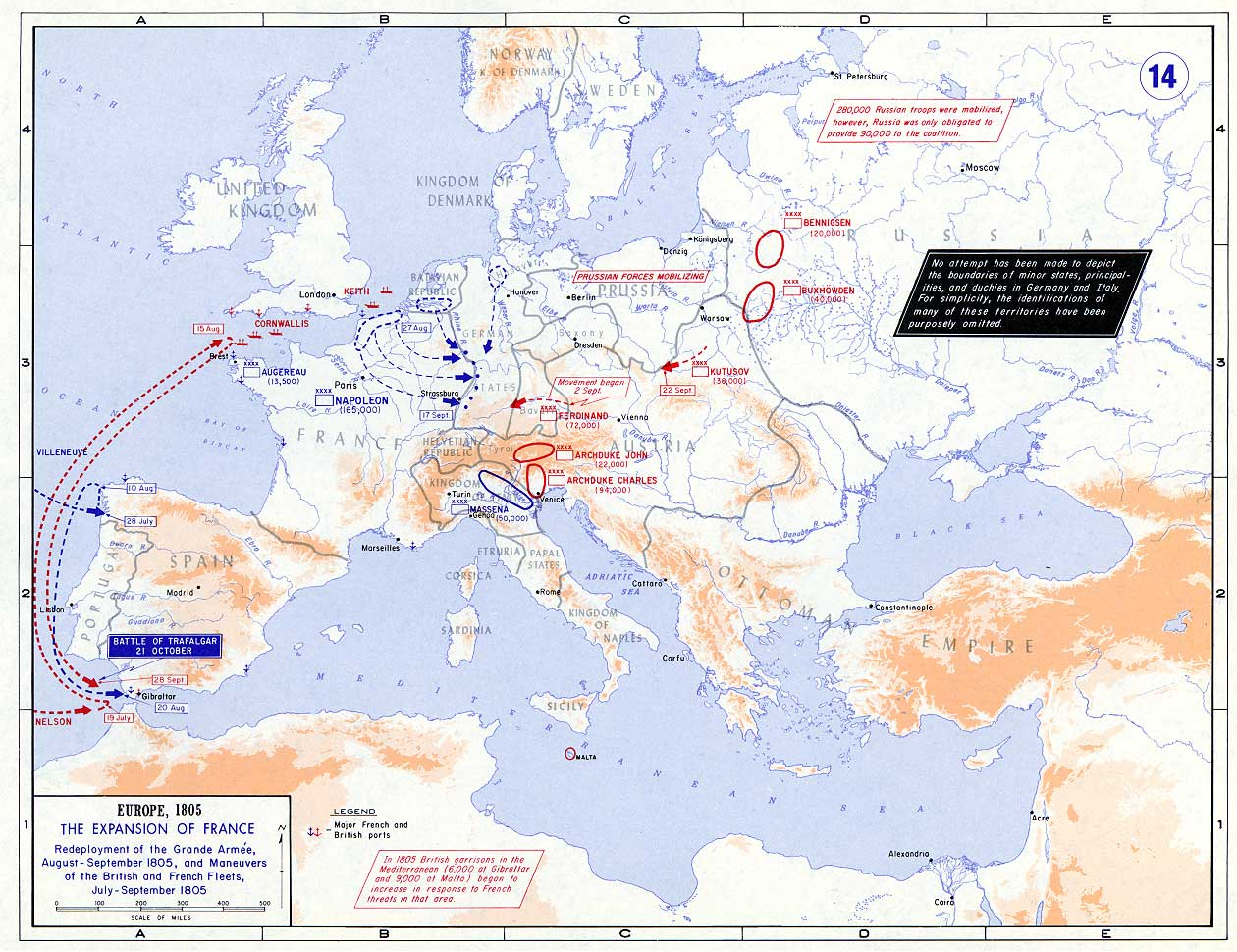
Situação estratégica da Europa em 1805, antes do início da Campanha de Ulm

A Campanha de Ulm decorreu durante um mês e assistiu-se à supremacia do exército francês sobre oa austríacos que, vitória após vitória, culminou na derrota total do exército austríaco a 20 de Outubro.

### Preparação austríaca
Segundo o general Mack, a segurança austríaca passava por bloquear as zonas de passagem da zona montanhosa da Floresta Negra, no Sul da Alemanha, onde tinham ocorrido vários combates durante as campanhas da Guerras revolucionárias francesas. Mack acreditava que não haveria acção na zona Central da Alemanha. Decidiu fazer da cidade de Ulm a peça-chave da sua estratégia defensiva, que serviria de barreira aos franceses, até que a chegada dos russos, liderados por Kutuzov, equilibrasse a balança de forças. Ulm era protegida pelo conjunto montanhoso de Michelsberg, fortemente fortificado, o que dava a impressão a Mack de que a cidade era virtualmente inviolável pelo exterior.
No entanto, o Conselho Áulico decidiu fazer da região Norte de Itália o principal teatro de operações para os Habsburg. O arquiduque Carlos ficava a comandar 95 000 homens e tinha como missão atravessar o rio Adige e dirigir-se para Mântua, Peschiera e Milão. Os austríacos mobilizaram 72 000 para defender Ulm. O arquiduque Fernando Carlos foi designado para comandar as tropas em Ulm, mas, de facto, era Mack que as liderava. A estratégia austríaca requeria que o arquiduque João, com 23 000 soldados, assegurasse a defesa do Tirol e fizesse a ligação entre os exércitos do seu irmão Carlos e do seu primo Fernando. Os austríacos também mobilizaram corpos individuais para servir com os suecos na Pomerânia e com os britânicos em  Nápoles, embora esta manobra fizesse parte de um plano de diversão para confundir os franceses.

### Preparação francesa

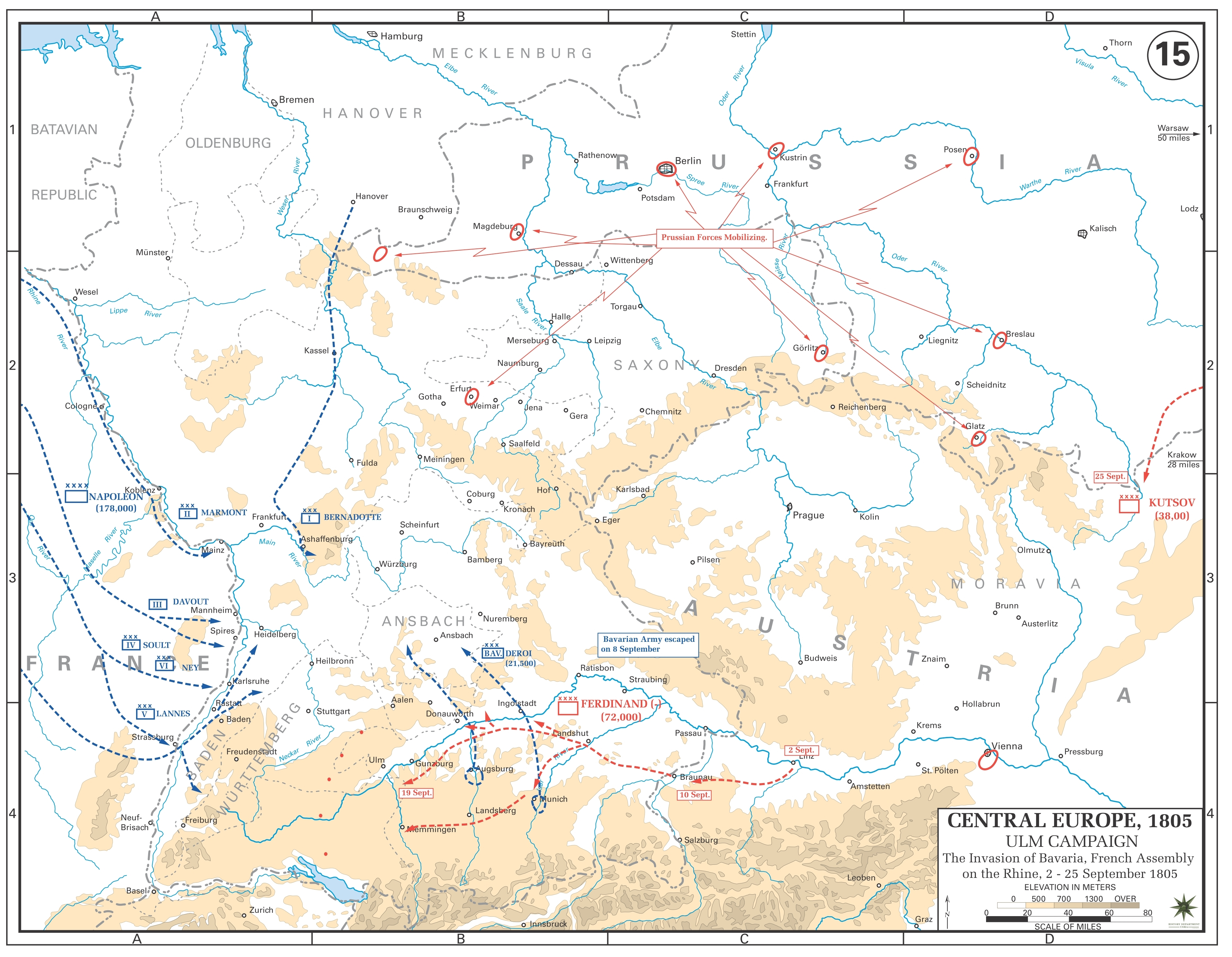
Os franceses concentraram-se em redor do rio Reno desde meados de Setembro. 210000 tropas do Grande Armée prepararam-se para atravessar até à Alemanha e cercar os austríacos.

Em ambas as campanhas de 1796 e 1800, Napoleão tinha concentrado os seus esforços no Danúbio, mas em ambas o teatro de operações italiano tinha-se revelado mais o importante. O Conselho Áulico pensava que Napoleão iria atacar de novo em Itália. Contudo, Napoleão tinha outras intenções: 210 000 soldados franceses seriam mobilizados para leste, desde os campos de Boulogne, e fariam o cerco à tropas do general Mack se estas continuassem a sua marcha em direcção à Floresta Negra. Entretanto, o marechal Murat faria incursões de cavalaria através da Floresta Negra para enganar os austríacos, levando-os a pensar que os franceses estavam a avançar directamente de oeste para leste. O ataque principal na Alemanha seria apoiado por assaltos em outas zonas: Masséna atacaria Carlos em Itália com 50 000 homens; Saint-Cyr iria para Nápoles com 20 000 soldados; e Brune faria a patrulha de Boulogne com 30 000 tropas contra uma possível invasão britânica.
Murat e Bertrand efectuaram reconhecimentos entre a zona do Tirol e o rio Meno, enquanto Savary, chefe da equipa de planeamento, realizou inspecções às vias entre o Reno e o Danúbio. O flanco esquerdo do Grande Armée deveria deslocar-se de Hanôver e Utrecht para Württemberg; o flanco direito e a zona central, tropas da costa do Canal, concentrar-se-iam ao longo do Reno médio, à volta de cidades como Mannheim e Estrasburgo. Enquanto Murat iludia os franceses na Floresta Negra, outras forças francesas invadiriam a Alemanha na sua zona principal, e dirigir-se-iam para sul capturando Augsburgo, uma manobra que era suposto isolar Mack e interromper as linhas de comunicações austríacas.

### Invasão francesa

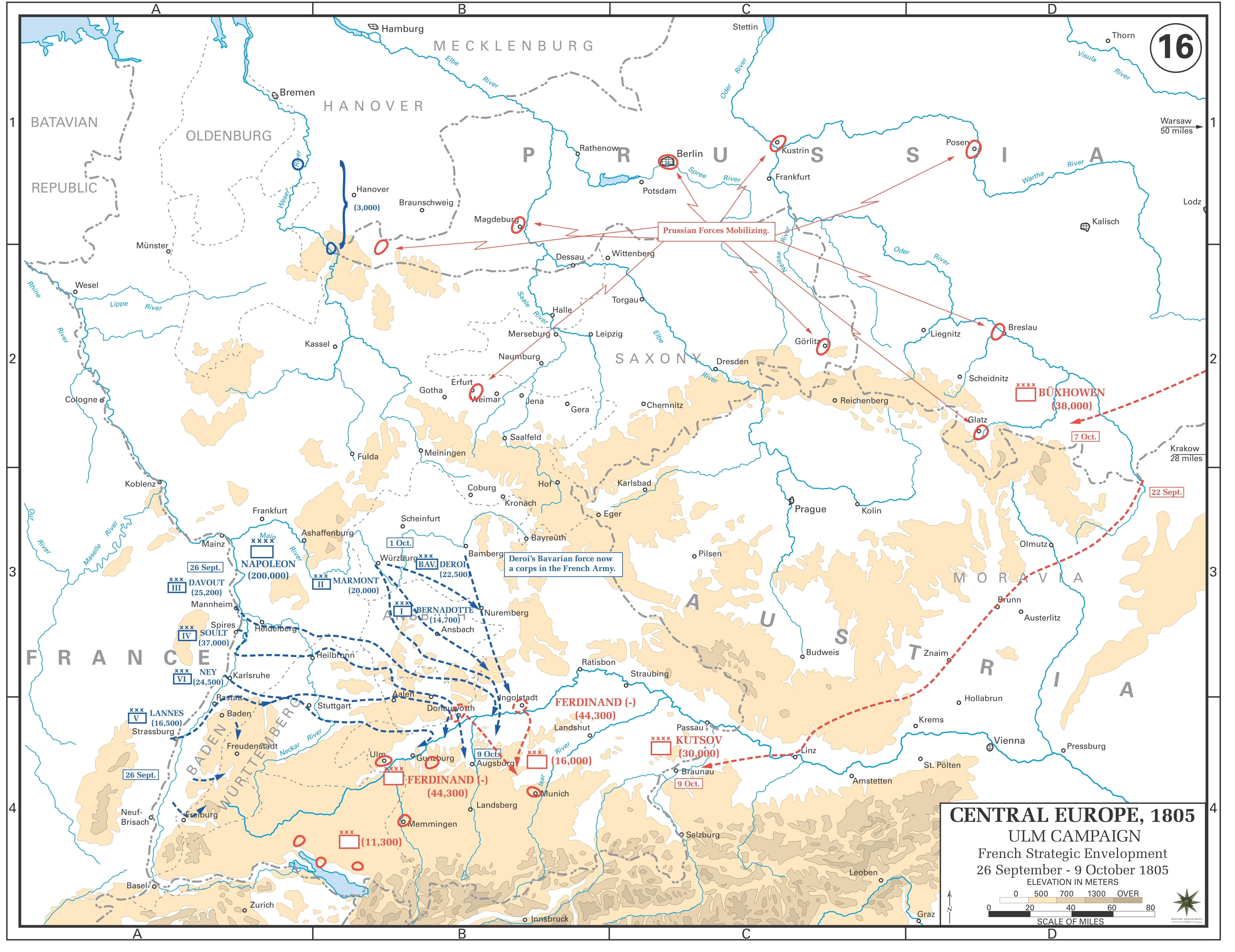
A invasão francesa no final de Setembro, início de Outubro, apanhou os austríacos de surpresa e destruiu-lhes as linhas de comunicações

A 22 de Setembro, Mack decidiu manter a linha Iller ligada a Ulm. Nos últimos três dias de Setembro, os franceses deram início às marchas que os colocariam na retaguarda austríaca. Mack acreditava que os franceses não violariam território da Prússia, mas, quando soube mais tarde que o I Corpo de jean Bernadotte tinha avançado por Ansbach, decidiu ficar e defender Ulm, em vez de recuar para sul, o que teria sido uma decisão que lhe poderia ter salvo a maioria das suas tropas. Napoleão pouco sabia das intenções ou manobras de Mack; ele sabia que o Corpo de Kienmayer tinha sido enviado para Ingolstadt, a leste das posições francesas, mas os seus agentes tinham exagerado na sua dimensão. A 5 de Outubro, Napoleão ordenou que Ney se juntasse a Lannes, a Soult e a Murat, numa manobra de concentração, e atravessassem o Danúbio até Donauwörth. O cerco francês, contudo, não foi suficientemente eficaz, não evitando a fuga de Kienmayer: os corpos franceses não chegaram todos ao mesmo local – espalharam-se ao longo de uma frente orientada de oeste para leste – e a chegada mais cedo de Soult e Davout a Donauwörth incentivou a fuga de Kienmayer. Napoleão foi ficando mais convencido de que os austríacos se estavam a concentrar em Ulm, e deu ordem a vários grupos do exército francês para que se concentrassem em redor de Donauwörth; a 6 de Outubro, três corpos de infantaria e cavalaria franceses dirigiram-se para para fechar a rota de fuga de Mack.
Reconhecendo que a sua situação estava ameaçada, Mack decidiu partir para a ofensiva. A 8 de Outubro, ordenou que as tropas se concentrassem à volta de Günzburg, esperando atacar as linhas de comunicações de Napoleão. Mack instruiu Kienmayer a forçar Napoleão a deslocar-se para leste em direcção a Munique e Augsburgo. Napoleão não levou a sério a possibilidade de Mack atravessar o Danúbio, afastando-se da sua base principal, mas apercebeu-se de que tomando as pontes de Günzburg ficaria numa posição estratégica vantajosa. Para levar a cabo este objectivo, Napoleão enviou o Corpo de Ney para Günzburg, sem saber que uma grande parte das forças austríacas também para lá se dirigiam. No dia 8 de Outubro, no entanto, a campanha assistiu à sua primeira batalha em Wertingen, entre as tropas de  Auffenburg e as de Murat e Lannes.

### Batalha de Wertingen

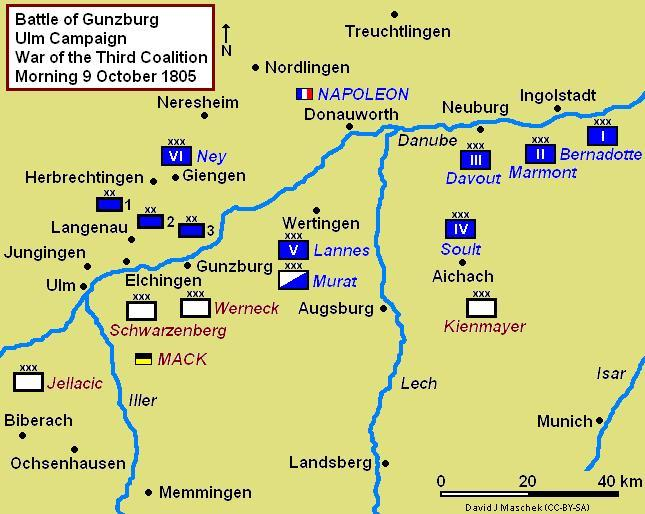
Batalha de Günzburg, 9 de Outubro de 1805

Por razões que se desconhecem, a 7 de Outubro, Mack deu ordem a Franz Xaver von Auffenberg para levar a sua divisão de 5 mil soldados de infantaria e 400 de cavalaria de Günzburg para Wertingen, como parte da preparação para o avanço principal austríaco a partir de Ulm. Sem saber ao certo o que fazer, e com pouca esperança de receber reforços, Auffenburg estava numa posição difícil. As primeiras forças francesas a chegar foram as divisões de cavalaria de Murat – 1.ª Divisão de Dragões de Louis Klein, 3.ª Divisão de Dragões de Antoine de Beaumont e 1.ª Divisão de Cuirassiers de Nansouty. Iniciaram o ataque às posições austríacas e, pouco depois, juntaram-se os granadeiros de Oudinot, que esperavam cercar as forças austríacas a partir do nordeste. Auffenburg tentou uma retirada para sudoeste, mas não foi rápido o suficiente: os austríacos perderam quase toda a sua força e entre 1 000 a 2 000 foram feitos prisioneiros.

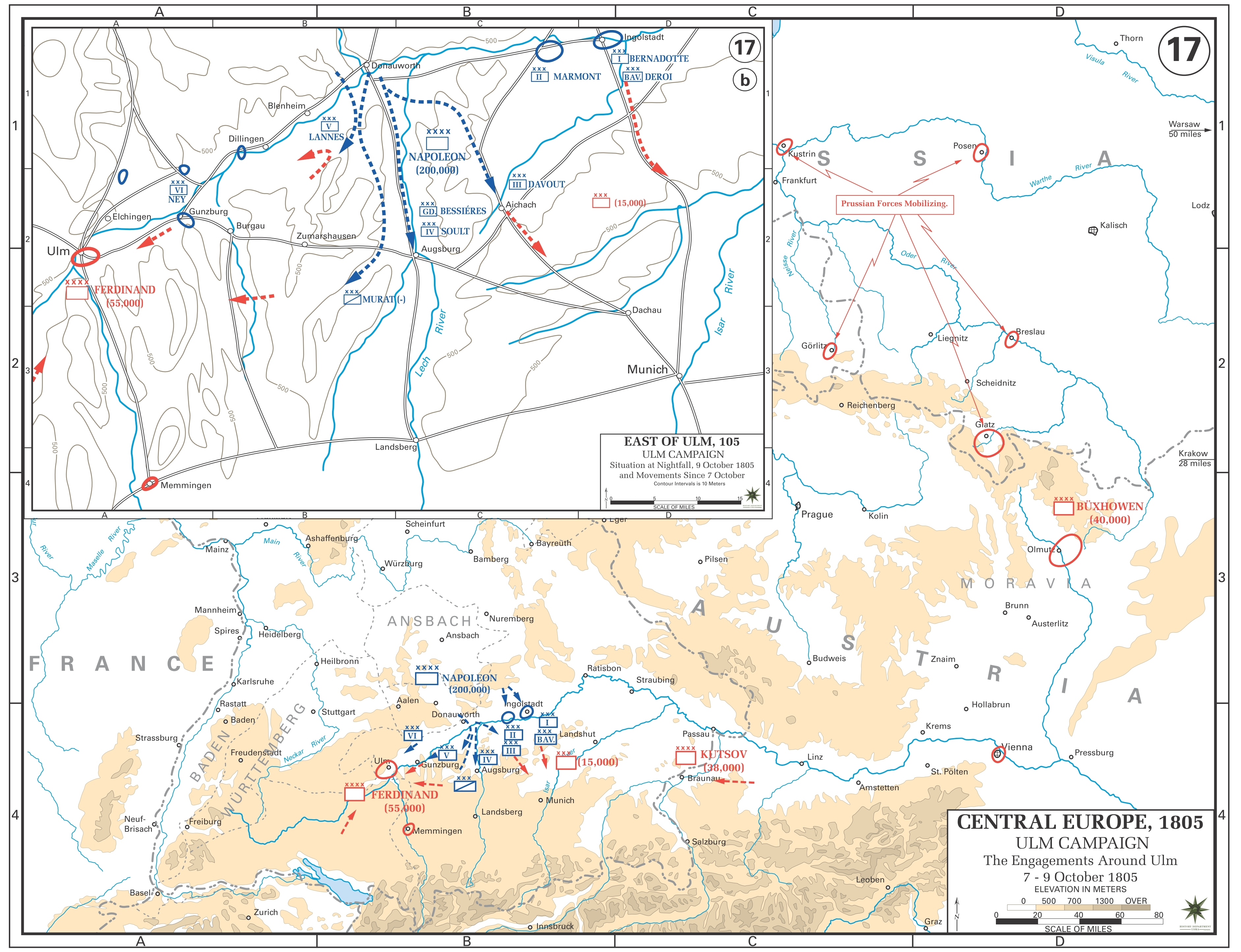
Situação estratégica de 7 a 9 de Outubro. Com Mikhail Kutuzov demasiado afastado para dar qualquer apoio, os austríacos encontravam-se numa situação difícil.

A acção em Wertingen convenceu Mack a actuar na margem esquerda do Danúbio, em vez de efectuar uma retirada para leste na margem direita. Esta movimentação requeria que o exército austríaco passasse por Günzburg. A 8 de Outubro, Ney estava a operar sob as ordens de Louis-Alexandre Berthier que estabeleciam um ataque directo a Ulm no dia seguinte. Ney enviou a 3.ª Divisão de Jean-Pierre Firmin Malher para capturar as pontes do Danúbio. Na Batalha de Günzburg, uma coluna desta divisão enfrentou alguns Tyrolean jägers capturando 200 deles, incluindo o comandante Konstantin Ghilian Karl d'Aspré, e dois canhões. Os austríacos souberam deste ataque e reforçaram as suas posições em redor de Günzburg com três batalhões de infantaria e vinte canhões. A divisão de Malher realizou vários ataques heroicos, mas todos fracassaram. Mack enviou Ignácz Gyulay com sete batalhões de infantaria e 14 esquadrões de cavalaria para reparar as pontes destruídas, mas esta força foi atacada, e obrigada a recuar, pelo 59.º Regimento de Infantaria francês. Seguiu-se um combate feroz e os franceses conseguiram estabelecer uma posição na margem direita do Danúbio. Enquanto a Batalha de Günzburg estava a decorrer, Ney enviou a 2.ª Divisão de Louis Henri Loison para capturar as pontes do Danúbio em Elchingen, que tinham poucas defesas austríacas. Perdidas a maioria das pontes do Danúbio, Mack levou o seu exército de volta para Ulm. A 10 de Outubro, o Corpo de Ney tinha feitos progressos significativos: a divisão de Malher tinha passado para a margem direita do rio, a divisão de Loison controlava Elchingen e a 1.ª Divisão de Pierre Dupont de l'Étang dirigia-se para Ulm.

### Haslach-Jungingen and Elchingen

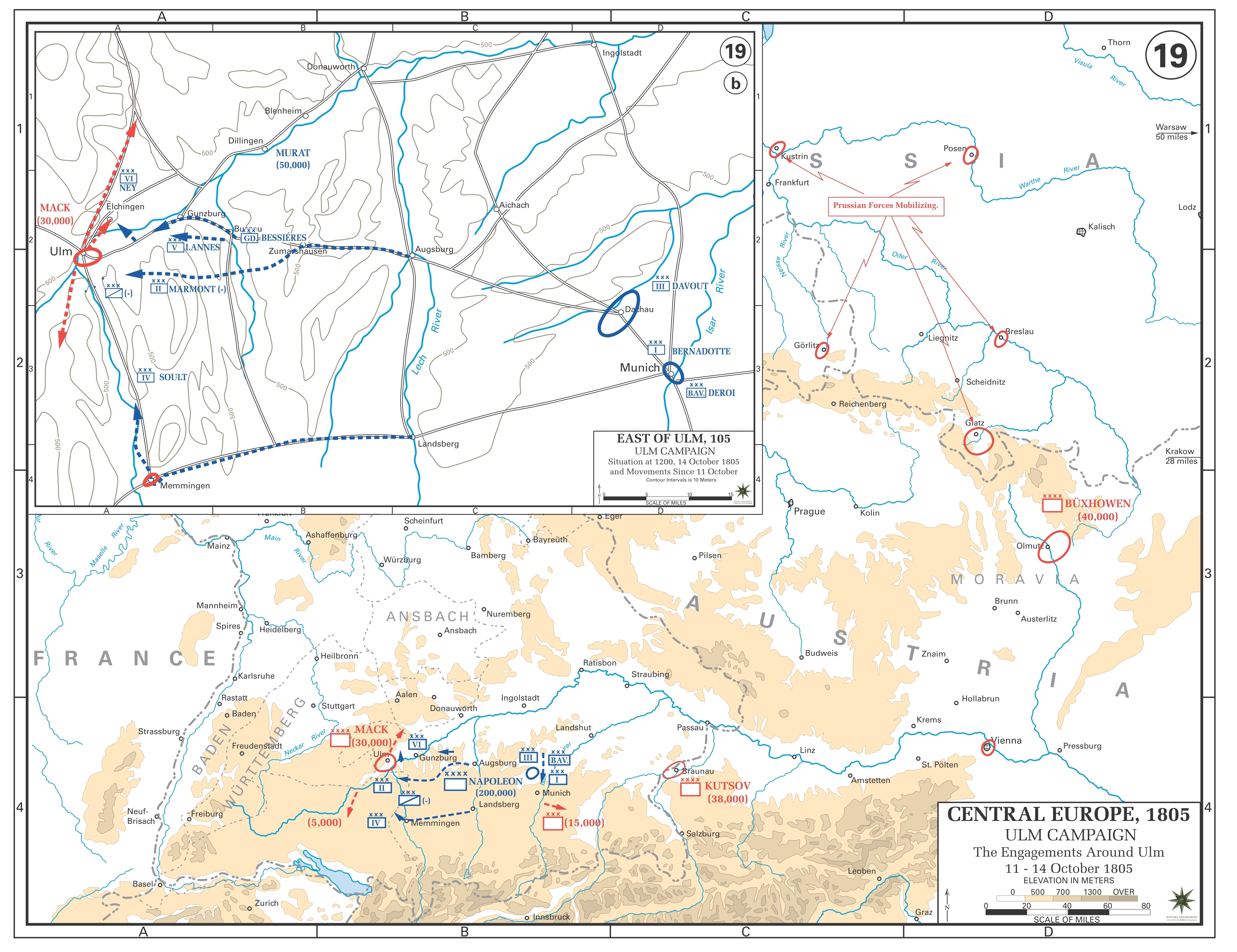
Situação estratégica entre 11 e 14 de Outubro October. Os franceses dirigiram-se para oeste para capturar o exército austríaco

O desmoralizado exército austríaco chegou a Ulm ao início do dia 10 de Outubro. Nesse dia, Mack ficou a meditar sobre qual a próxima acção a tomar, e o seu exército ficou inactivo até ao dia seguinte. Entretanto, Napoleão estava a operar com base em suposições erradas: ele acreditava que os austríacos se estavam a movimentar de leste para sudeste e que Ulm tinha poucas. Ney apercebeu-se desta situação e escreveu a Berthier dizendo que, na realidade, Ulm estava mais bem guardado do que os franceses pensavam. Durante este tempo, a ameaça russa a leste começou a preocupar Napoleão de tal forma que Murat recebeu o comando da ala direita do exército, que consistia dos corpos de Ney e de Lannes. Por esta altura, os franceses estavam divididos em duas grandes alas: as forças de Ney, Lannes e Murat a oeste, faziam barreira a Mack, enquanto que as de Soult, Davout, Bernadotte e Auguste Marmont, a leste, tinham como papel a defesa de qualquer incursão russa ou austríaca. A 11 de Outubro, Ney avançou, de novo, para Ulm; as 2.ª e 3.ª Divisões deviam marchar para a cidade ao longo da margem direita do Danúbio, enquanto que a divisão de Dupont, apoiada por uma divisão de dragões, deveria avançar directamente para Ulm e tomar toda a cidade. No entanto, Ney continuava sem saber que todo o exército austríaco estava estacionado em Ulm.
o 32.º Regimento de Infantaria da divisão de Dupont marchou de Haslach até Ulm ficando frente-a-frente com quatro regimentos austríacos que controlavam Boefingen. O 32.º atacou, por várias vezes, mas os austríacos conseguiram repelir todos os ataques. Os austríacos mobilizaram para a batalha mais cavalaria e infantaria para Ulm-Jungingen esperando derrotar totalmente os corpos de Ney cercando a força de Duponte. Dupont apercebeu-se do que estava a acontecer e antecipou-se ao austríacos lançando um ataque-surpresa em Jungingen, capturando cerca de mil homens. Pelo seu lado, os austríacos contra-atacaram fazendo recuar os franceses para Haslach. No entanto, Dupont foi forçado a retroceder para Albeck, onde se juntou à divisão de dragões a pé de Louis Baraguey d'Hilliers. As consequências da Batalha de Haslach-Jungingen nos planos de Napoleão não são totalmente conhecidas, mas o IMperador terá finalmente tomado consciência de que a grande maioria do exército austríaco estava concentrado em Ulm. Deste modo, Napoleão enviou os corpos de Soult e Marmont para Iller, e, assim, agora estavam quatro corpos de infantaria e um de cavalaria no terreno para fazer frente a Mack; Davout, Bernadotte e os bávaros continuavam a defender a área em redor de Munique. Napoleão não pretendia combater na zona do rio e ordenou aos seus marechais que capturassem as pontes em volta de Ulm; também deu instruções para que as suas forças se dirigissem para a zona a norte de Ulm, pois esperava que aí ocorresse uma batalha, e não um cerco da cidade. Esta nova situação levou a um novo confronto em Elchingen no dia 14 à medida que as forças de Ney avançavam para Albeck.
Neste momento da campanha, o Estado-Maior austríaco estava numa situação confusa. Ferdinand opunha-se ao estilo de comando e às decisões de Mack, afirmando que este tinha passado os seus dias a dar ordens contraditórias, levando, assim, a que o exército austríaco andasse a marchar para trás e para a frente. A 13 de Outubro, Mack enviou duas colunas para a região norte de Ulm, preparando-se para uma fuga naquela direcção: uma delas, comandada por Johann Sigismund Riesch, dirigiu-se para Elchingen para assegurar o controlo da ponte; a outra, liderada por Franz von Werneck, foi para norte com a a maior parte da artilharia. Ney apressou a movimentação dos seus corpos para se juntar a Dupont, que continuava a norte do Danube. Ney levou a divisão de Loison para sul de Elchingen, do lado direito do Danúbio para dar início ao ataque. A divisão de Malher atravessou o rio mais a leste, e avançou para oeste até à posição de Riesch. O terreno era uma planície parcialmente arborizada e inundada, com encostas inclinadas até à cidade de Elchingen, que tinha um campo de visão bastante alargado. Os franceses neutralizaram um grupo de guarda austríaca de uma das pontes, e, de seguida, um regimento atacou e capturou a abadia no topo da colina. Durante a Batalha de Elchingen, a cavalaria austríaca também foi derrotada e a infantaria de Reisch fugiu para Ulm. Ney recebeu o título de Duque de Elchingen pela sua impressionante vitória.

### Batalha de Ulm

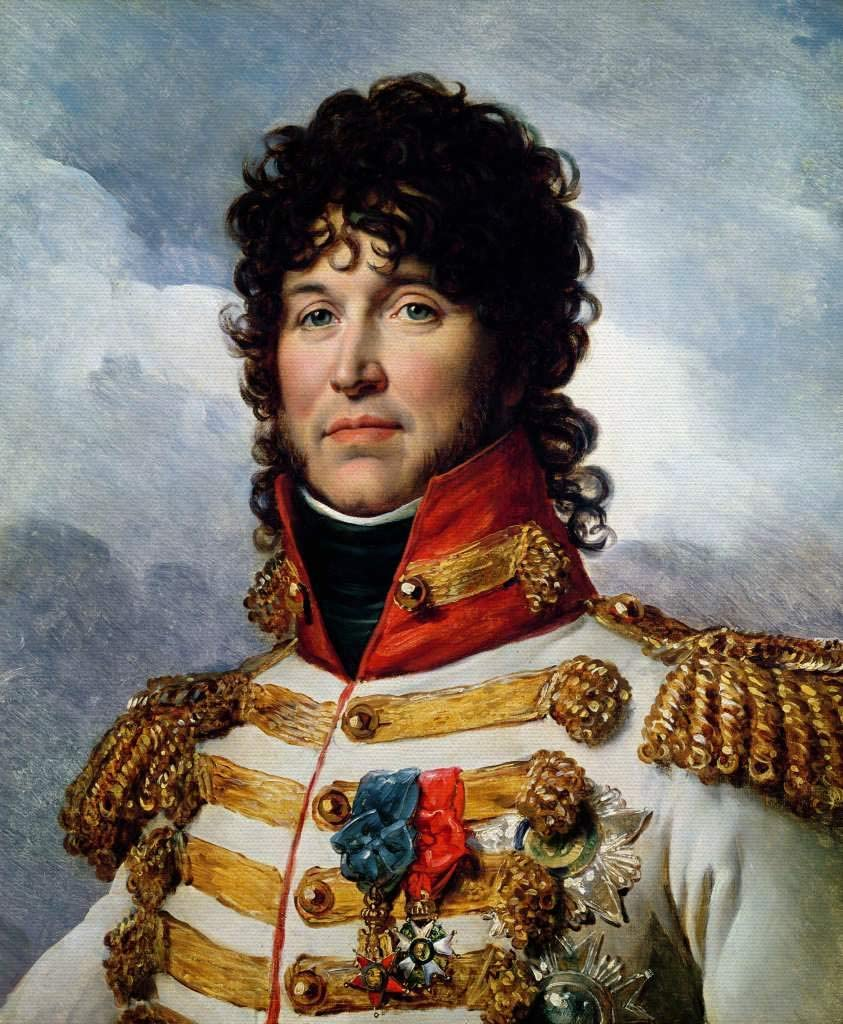
Marechal Murat um dos líderes mais importantes da Campanha de Ulm.

A 13 de Outubro, o IV Corpo de Soult atacou Memmingen a partir de leste. Depois de um pequeno combate do qual resultou 16 baixas francesas, o major-general Karl Spangen von Uyternesse apresentou a sua rendição: 4,6 mil soldados, oito peças de artilharia e nove bandeiras. Os austríacos estavam sem munições, longe de Ulm e totalmente desmoralizados pela confusão existente no quartel-general do exército.

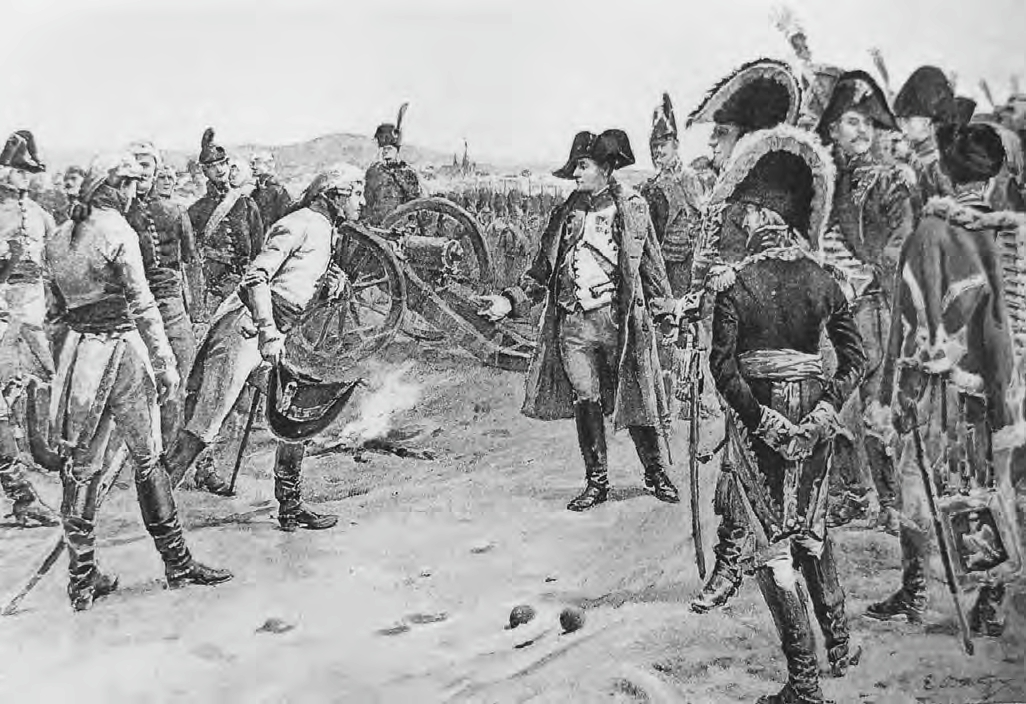
Mack rende-se a Napoleão em Ulm. Uma pintura de Paul Emile Boutigny

O dia 14 assistiu a mais combates. As forças de Murat juntaram-se a Dupont em Albeck a tempo de neutralizar o ataque austríaco de Werneck; juntos, Murat e Dupont derrotaram os austríacos a norte, em direcção a Heidenheim. Na noite de 14, dois corpos franceses estavam acampados na proximidade dos acampamentos austríacos em Michelsberg, perto de Ulm. Mack encontrava-se agora em situação perigosa: já não havia esperança de escapar ao longo da margem norte; Marmont e a Guarda Imperial andavam em redor de Ulm, a sul do rio; e Soult dirigia-se para norte, a partir de Memmingen, para prevenir a fuga dos austríacos para sul, em direcção ao Tirol. Os problemas continuaram para o comando austríaco pois Ferdinand passou por cima das objecções de Mack e ordenou a evacuação de toda a cavalaria de Ulm, num total de 6 mil tropas. Contudo, a perseguição efectuada por Murat foi tão eficaz que apenas onze esquadrões se juntaram a Werneck em Heidenheim. Murat continuou a sua pressão sobre Werneck e forçou-o a render-se com 8 mil homens em Treuchtlingen, a 19 de Outubro; Murat também capturou um conjunto de 500 veículos austríacos, seguiu para Neustadt an der Donau e capturou 12 000 austríacos.
Os acontecimentos em Ulm aproximavam-se do fim. A 15 de Outubro, as tropas de Ney atacaram com sucesso os acampamento de Michelsberg e, a 16, os franceses começaram a bombardear Ulm. O moral dos austríacos estava em baixo e Mack começou a tomar consciência de que não havia muitas esperanças de serem salvos. No dia 17 de Outubro, o emissário de Napoleão, Ségur, assinou uma convenção com Mack pela qual os austríacos aceitavam render-se a 25 do mesmo mês, caso não chegasse qualquer ajuda até esse dia. Contudo, aos poucos e poucos, Mack foi sabendo das várias capitulações em Heidenheim e Neresheim, e concordou render-se cinco dias depois, a 20, antes. Cerca de 1,5 mil homens do exército austríaco conseguiram escapar, mas a vasta maioria da guarnição austríaca rendeu-se e entregou as suas armas a 21 de Outubro, sem qualquer incidente, com o Grande Armée alinhado em semi-círculo observando a capitulação. Aos oficiais foi permitido partir, ficando em liberdade condicional, e dando a sua palavra de que de não pegariam em armas até serem substituídos. Mais de dez generais estavam incluídos no acordo, incluindo Mack, Johann von Klenau, Maximilian Anton Karl, Conde Baillet de Latour, Príncipe do Liechtenstein e Ignaz Gyulai.

## Rescaldo

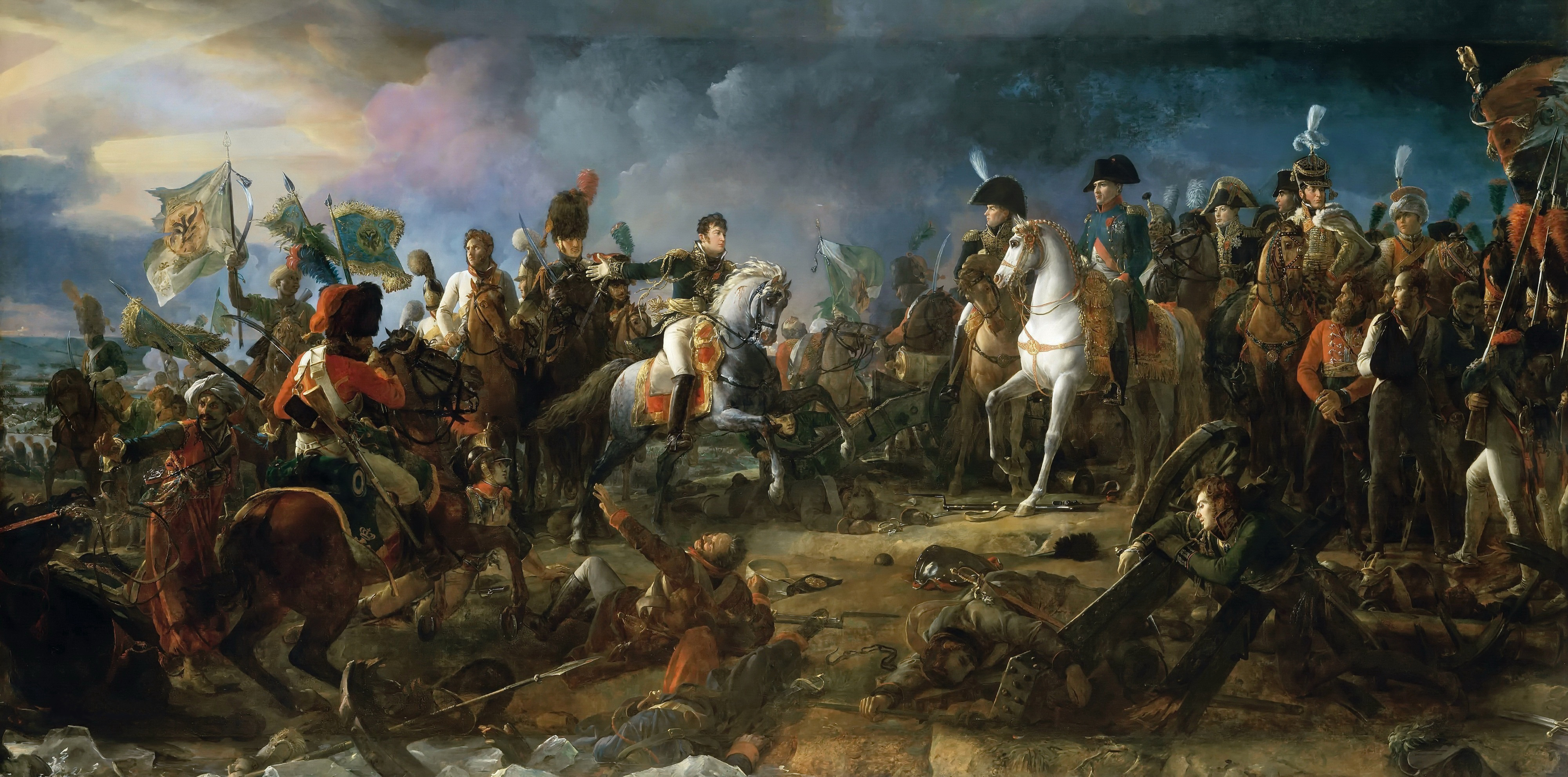
A 2 de Dezembro de 1805, os franceses esmagaram uma força conjunta russo-austríaca na Batalha de Austerlitz. A Áustria concordou em terminar a sua participação na Terceira Coligação no Tratado de Pressburg a 26 de Dezembro.

À medida que as forças austríacas iam saindo de Ulm pra se renderem, uma frota franco-espanhola estava a sofrer uma pesada derrota na Batalha de Trafalgar. Esta decisiva vitória britânica acabou com a ameaça naval francesa e assegurou o domínio naval britânico até à Primeira Guerra Mundial. Apesar deste revés, a Campanha de Ulm foi uma grande vitória e assistiu ao fim do exército austríaco a um custo muito baixo para os franceses. O 8.º Boletim do Grande Armée descreve a dimensão do acontecimento:
| “ | Trinta mil homens, entre os quais 2 000 de cavalaria, 60 canhões e 40 bandeiras, caíram nas mãos dos vitoriosos....Desde o início da guerra, o número total de prisioneiros ascende a 60 000, o número de estandartes a 80, sem contar com a artilharia ou outro equipamento....Nunca antes se assistiu a uma vitória tão completa a tão baixo custo. | ” |

A chegada do marechal Augereau de Brest, com o recém-criado VII Corpo, do Grande Armée, contribuiu para mais um grande reforço dos franceses. Na  Capitulação de Dornbirn a 13 de Novembro, a divisão de Franjo Jelačić foi cercada e força a render-se. Os russos recuaram para nordeste depois da capitulação de Mack, e Viena caíu no dia 12 de Novembro. Os Aliados foram derrotados na Batalha de Austerlitz, em Dezembro, e a Áustria saiu, permanentemente, da Terceira Coligação umas semanas mais tarde. A vitória francesa demonstrou a eficácia da la manoeuvre sur les derrières, um tipo especial de estratégia de utilizado por Napoleão na campanha em Itália, em 1796. A manobra exigia que uma força de vanguarda ocupasse uma frente alargada na linha inimiga, enquanto as outras unidades de apoio se posicionavam nos flancos ou na retaguarda do inimigo. Conforme o inimigo ía ficando envolvido com aquela força frontal, as tropas de flanco atacavam um ponto crítico e selavam a vitória. Na campanha de Ulm, a cavalaria de Murat foi a força de vanguarda que baralhou os austríacos, pensando estes que o ataque principal francês vinha da Floresta Negra. À medida que Murat iludia os austríacos levando-os até Ulm, as principais forças francesas marcharam pela zona central da Alemanha e separaram o exército de Mack dos outros teatros da batalha.

### Significado da batalha

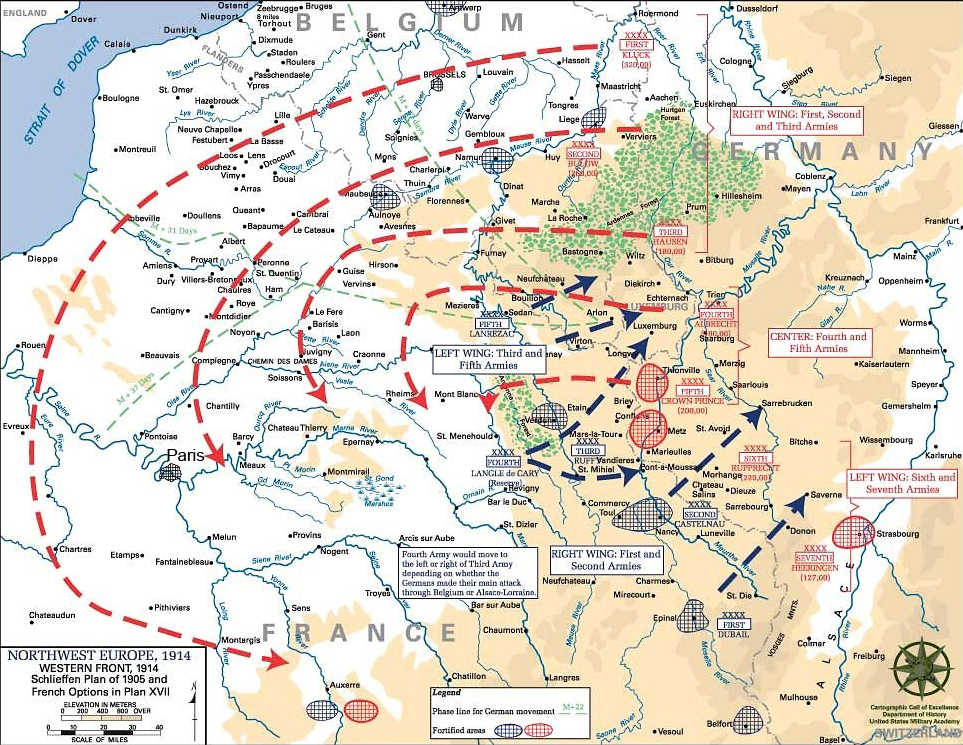
O Plano Schlieffen, ênfase na manobra e no envolvimento, deve muito à Campanha de Ulm.

A Campanha de Ulm é considerada como um dos grandes exemplos históricos de uma estratégia de manobra de rotação. Habitualmente, os historiadores analisam a campanha a um nível estratégico mais alargado que não inclui confrontos tácticos, embora estes fossem usuais e relevantes. A vitória decisiva em Ulm é vista como o produto de um longo treino e preparação que o Grande Armée recebeu nos campos de Boulogne. O Grande Armée não tinha muito equipamento, invadiam o território inimigo em tempos de colheita e marchavam muito mais rápido do que os austríacos esperavam. A campanha mostrou a utilidade do sistema do Corps d'Armée; os corpos tornaram-se a unidade central e fundamental das principais guerras dos séculos XIX e XX. Um Corpo podia ter três divisões de infantaria, uma brigada ligeira de cavalaria de reconhecimento e baterias de artilharia de reserva para além daquelas incluídas em cada divisão; a sua grande dimensão permitia-lhes combater sem ajuda durante longos períodos de tempo, tal como Ney o fez, e a sua durabilidade permitia-lhes, também, separarem-se e subsistir requisitando comida aos cidadãos locais. Os franceses precisaram apenas de um oitavo dos meios de transporte usados pelos exércitos contemporâneos, dando-lhes um nível de mobilidade e flexibilidade nunca antes vista até àquela altura: as invasões do Sul da Alemanha por Marlborough ou Moreau, foram efectuadas numa pequena frente; o Grande Armée, na sua invasão em 1805, cobriu uma frente de 161 quilómetros, o que surpreendeu os austríacos por completo e os levou a subestimar a gravidade da situação.